# Catherine d'Ovidio
Pour les articles homonymes, voir D'Ovidio.

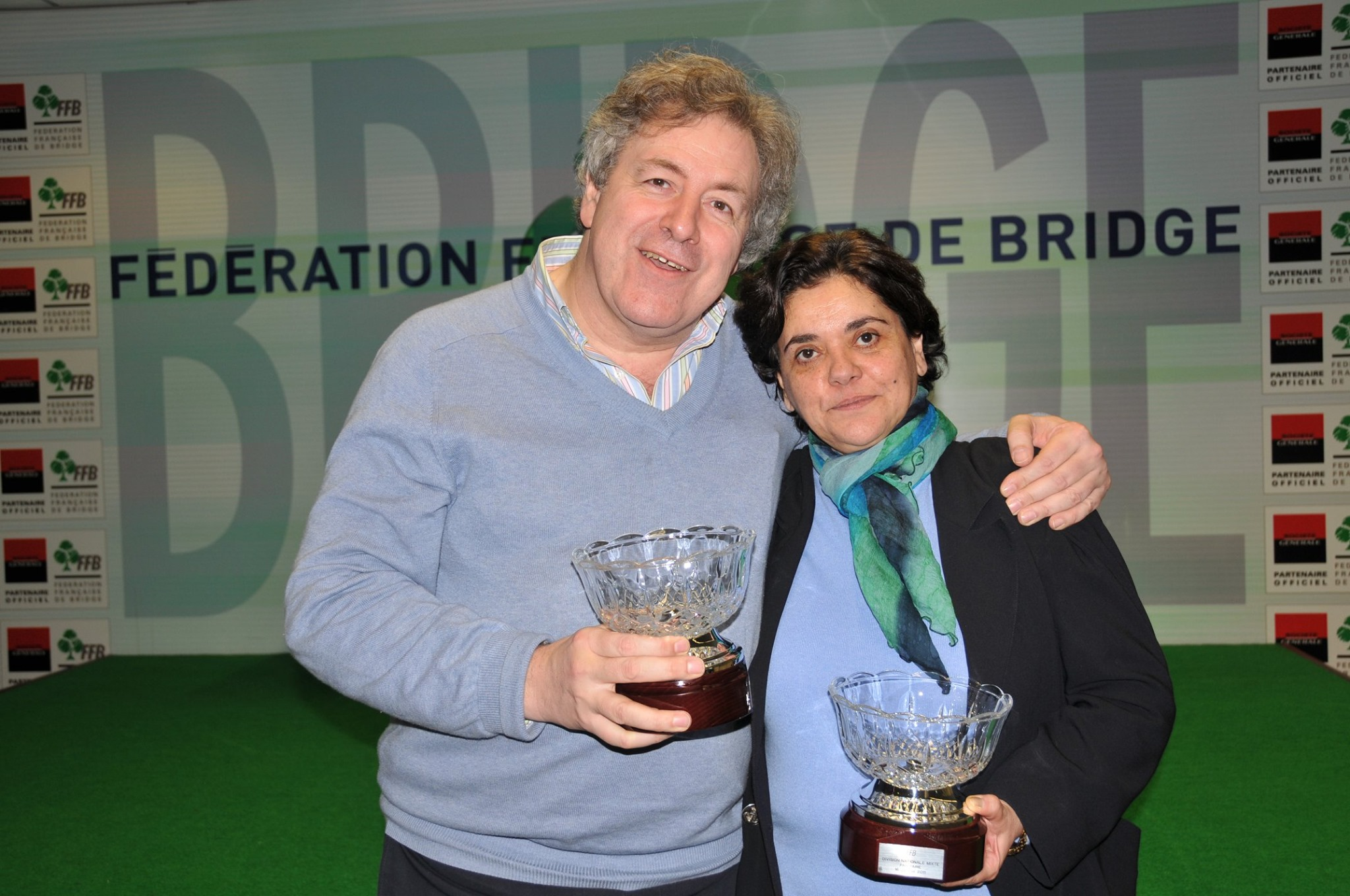
Philippe Cronier et Catherine d'Ovidio en 2011

Catherine d'Ovidio, née Saul le 3 avril 1959 au Raincy dans le département de Seine-et-Oise en France et morte le 28 août 2020 à Puteaux, est une joueuse de bridge française.

## Biographie
Elle débute en 1978 au Bridge Club Léon Gamme (Villemomble), et progresse rapidement avec pour premier professeur Jean-Claude André. 
Dès 1985, elle rejoint l'équipe féminine de France avec laquelle elle remporte le titre européen à Salsomaggiore (Italie). Ce premier titre sera suivi de quatre autres, en 1995 à Vilamoura (Portugal), en 2006 à Varsovie (Pologne), en 2008 à Pau (France), et en 2010 à Ostende (Belgique).
En 2005, elle remporte le Championnat du monde féminin à Estoril (Portugal). Elle récidive en 2011 à Veldhoven (Pays-Bas).
Elle participe au Championnat du monde par équipes mixtes en 2004 à Istanbul (Turquie) associée à Paul Chemla.
Signalons également sa victoire en Championnat d'Europe par équipes mixtes en 1998 à Aix-la-Chapelle, associée à Paul Chemla, Michel Bessis et Véronique Bessis et dans le 5ème championnat européen à Poznań où elle remporte à la fois le paires mixte associée à Philippe Cronier et l'équipe mixte avec Pierre Zimmermann (bridge), Bénédicte Cronier, Philippe Cronier, Franck Multon, Sylvie Willard.
Ces résultats lui permettent de devenir en 2006 la première joueuse mondiale de bridge, après avoir été numéro un française.
En 2016, elle joue avec Nathalie Frey dans l'équipe féminine qui est classée 2e aux championnats d'Europe par équipes à Budapest.
Elle fait un retour remarqué en 2019 à Istanbul, lors des 9èmes championnats transnationaux Européens, où elle remporte les épreuves par équipe Mixte (équipe The Good Six, associée à Marc Bompis), et Dames (équipe Apple Pie, associée à Sylvie Willard)
En avril 2020, son parcours est salué par son intronisation au Hall of Fame, le panthéon des bridgeurs européens.
Elle meurt le 28 août 2020 des suites d'une longue maladie.

## Palmarès
- Grand Maître mondial W.B.F[9]
- Grand Prix olympique de Salt Lake City (démonstration olympique): 2002[10];
- Double Championne du monde féminine par équipes (Venice Cup (en)): 2005 et 2011;
- Championne du monde mixte (Transnational): 2004;
- Sextuple Championne d'Europe féminine par équipes: 1985, 1995, 2006, 2008, 2010 et 2019
- Championne d'Europe par paires: 2011;
- Championne d'Europe mixte par équipe : 1998 (équipe Bessis), 2011 (équipe Zimmermann); 2019 (équipe Good Six)
- Vice-championne du monde par équipes: 2001;
- Vice-championne du monde par paires: 1994;
- Vice-championne d'Europe par équipes: 1997;
- Finaliste de la sélection Open: 2005;
- 3e des championnats du monde féminins par équipes: 1995 et 2009;
- 3e des championnats d'Europe féminins par équipes: 2011;
- 3e des championnats d'Europe féminins par paires: 2003.

(nb: Pierre d'Ovidio fut quant à lui 3e des championnats d'Europe seniors par équipes en 1999 à Malte)

## Récompenses
- 2008: Chevalier de l'Ordre national du Mérite[11], des mains de José Damiani, Président de la Fédération internationale.